# قائمة المدربين الفائزين بكأس العالم للأندية
كأس العالم للأندية لكرة القدم وعرفت سابقاً بـ بطولة العالم للأندية (في نسخة 2000 و 2005) هي بطولة كرة قدم دولية أحدثها الاتحاد الدولي لكرة القدم لتعوض مسابقة كأس الإنتركونتيننتال. أعلنت الفيفا عام 1999 عن إنشاء بطولة جديدة يشارك فيها كل أبطال الإتحادات القارية لإضفاء نوع من الديمقراطية ومبدأ تكافؤ الفرص لمعرفة أقوى نادي في العالم كل سنة، وهو الأمر الذي لم يكن متاحا في البطولة السابقة التي كانت تعرف فقط مشاركة بطل دوري أبطال أوروبا و بطل كأس ليبرتادوريس، مما جعل الأندية أبطال الإتحادات القارية الأخرى تحتج لدى الفيفا كون لقب أحسن نادي في العالم محصورا بين إتحادين قاريين فقط. ينظمها الاتحاد الدولي لكرة القدم وتجمع أفضل أندية العالم الفائزة بدوري الابطال في قارتها في بطولة واحدة. النظام الحالي للبطولة يتضمن مشاركة سبعة فرق تتنافس على اللقب في خلال فترة أسبوعين تقريبا. تتأهل الأندية الفائزة بلقب دوري أبطال أوروبا، كأس ليبرتادوريس، دوري أبطال آسيا، دوري أبطال أفريقيا، دوري أبطال أوقيانوسيا، دوري أبطال الكونكاكاف، مع النادي بطل الدوري من البلد المستضيف.
أُقيمت كأس العالم للأندية لأول مرة في 2000 ولم تقم بين 2001 و 2004 بسبب انهيار شريكة الفيفا التسويقية. تُقام البطولة كل سنة منذ 2005. وقد فازت تسعة أندية مختلفة في اثنى عشر نسخة من كأس العالم لأندية كرة القدم، ويمتلك برشلونة الإسباني الرقم القياسي في عدد مرات الفوز بواقع ثلاثة ألقاب، كما يمتلك الرقم القياسي في التأهل للمباراة النهائية. حامل لقب كأس العالم للأندية لكرة القدم 2015 هو نادي برشلونة الإسباني بعد فوزه على نادي ريفر بليت الأرجنتيني 3-0 الجانب في المباراة النهائية عام 2015.
بيب غوارديولا هو أول مدرب والوحيد كذلك الذي فاز بثلاث بطولات، اثنتان مع برشلونة في نسخة 2009 ونسخة 2011، ومع بايرن ميونخ في نسخة 2013. هناك تسعة مدربون آخرون فازوا بالبطولة مرةً واحدة. السير أليكس فيرغسون هو أول مدرب أجنبي يفوز بالبطولة مع نادي أجنبي، عندما فاز بها مع مانشستر يونايتد في 2008، تبعاه رافاييل بينيتيز في نسخة 2010 وغوارديولا في نسخة 2013. آخر مدرب فائز بالبطولة هو يورغن كلوب عندما تُوج فريقه ليفربول بالبطولة في نسخة 2019.

## قائمة المدربين في النهائي
المدربين الإسبانيين هم أكثر مدربين فوزًا بالنهائيات برصيد 5 بطولات. رافاييل بينيتيز هو أول مدرب يصل نهائي البطولة مع نادي أجنبي، ولكنه خسر ذلك النهائي في 2005، ولكنه قاد فريقين أجنبيين أخريين لنهائي البطولة، إنتر ميلان في 2010 وقد فاز بها، وتشيلسي في 2012 ولكنه أيضًا خسر هذا النهائي. هناك ثلاثة مدربون وصلوا للنهائي مع أندية أجنبية وخسروها، وهم: فرانك ريكارد مع برشلونة في 2006، لامين ندياي مع تي بي مازيمبي في 2010، وفوزي البنزرتي الذي خسر نهائي 2013 مع الرجاء المغربي. أول مدرب يفوز بالبطولة مع نادي أجنبي هو السير أليكس فيرغسون مع مانشستر يونايتد في 2008. نهائي عام 2000 هو النهائي الوحيد الذي شهد مدربين متنافسين من نفس البلد، حيث واجه البرازيلي أوزفالدو دي أوليفيرا مواطنه أنتونيو لوبيس.
| النهائي | الجنسية   | المدرب               | النادي            | الجنسية   | المدرب           | النادي                  | مصادر  |
| النهائي | الفائز    | الفائز               | الفائز            | الوصيف    | الوصيف           | الوصيف                  | مصادر  |
| ------- | --------- | -------------------- | ----------------- | --------- | ---------------- | ----------------------- | ------ |
| 2000    | البرازيل  | أوزفالدو دي أوليفيرا | نادي كورينثيانز   | البرازيل  | أنتونيو لوبيس    | نادي فاسكو دا غاما      | [ 1 ]  |
| 2005    | البرازيل  | باولو أتوري          | نادي ساو باولو    | إسبانيا   | رافاييل بينيتيز  | نادي ليفربول            | [ 2 ]  |
| 2006    | البرازيل  | أبل براغا            | نادي إنترناسيونال | هولندا    | فرانك ريكارد     | نادي برشلونة            | [ 3 ]  |
| 2007    | إيطاليا   | كارلو أنشيلوتي       | إيه سي ميلان      | الأرجنتين | ميغيل أنخيل روسو | بوكا جونيورز            | [ 4 ]  |
| 2008    | إسكتلندا  | أليكس فيرغسون        | مانشستر يونايتد   | الأرجنتين | إدغاردو باوزا    | ليجا دي كويتو           | [ 5 ]  |
| 2009    | إسبانيا   | بيب غوارديولا        | نادي برشلونة      | الأرجنتين | أليخاندرو سابيلا | إستوديانتيس دي لا بلاتا | [ 6 ]  |
| 2010    | إسبانيا   | رافاييل بينيتيز      | إنتر ميلان        | السنغال   | لامين نداي       | تي بي مازيمبي           | [ 7 ]  |
| 2011    | إسبانيا   | بيب غوارديولا        | نادي برشلونة      | البرازيل  | موريسي راماليو   | نادي سانتوس             | [ 8 ]  |
| 2012    | البرازيل  | تيتي                 | نادي كورينثيانز   | إسبانيا   | رافاييل بينيتيز  | تشيلسي                  | [ 9 ]  |
| 2013    | إسبانيا   | بيب غوارديولا        | بايرن ميونخ       | تونس      | فوزي البنزرتي    | نادي الرجاء الرياضي     |        |
| 2014    | إيطاليا   | كارلو أنشيلوتي       | ريال مدريد        | الأرجنتين | إدغاردو باوزا    | نادي سان لورينزو        |        |
| 2015    | إسبانيا   | لويس إنريكي          | نادي برشلونة      | الأرجنتين | مارسيلو غالاردو  | ريفر بليت               |        |
| 2016    | فرنسا     | زين الدين زيدان      | ريال مدريد        | اليابان   | ماساتادا إيشي    | كاشيما أنتلرز           |        |
| 2017    | فرنسا     | زين الدين زيدان      | ريال مدريد        | البرازيل  | ريناتو غاوتشو    | غريميو                  | [ 10 ] |
| 2018    | الأرجنتين | سانتياغو سولاري      | ريال مدريد        | كرواتيا   | زوران ماميتش     | العين                   | [ 11 ] |
| 2019    | ألمانيا   | يورغن كلوب           | ليفربول           | البرتغال  | جورجي جيسوس      | فلامنغو                 |        |

## الترتيب

### حسب المدربين
يُعتبر المدرب الإسباني بيب غوارديولا أنجح مدرب بتاريخ البطولة، حيث استطاع الفوز باللقب 3 مرات مختلفة (اثنتان مع برشلونة في نسخة 2009 ونسخة 2011، ومع بايرن ميونخ في نسخة 2013). شارك بيب غوارديولا في ثلاث نهائيات (مرتين مع برشلونة ومرة واحدة مع بايرن ميونخ)، ويشاركه في هذا الرقم مواطنه الإسباني الآخر رافاييل بينيتيز حيث شارك هو أيضاً في 3 نهائيات مختلفة (مرة واحدة مع كل من: ليفربول في 2005، ونادي إنتر ميلان في 2010، وتشيلسي في 2012). في الجهة المقابلة، يعتبر كل من السنغال لامين ندياي والتونسي فوزي البنزرتي المدربين الوحيدين اللذان تأهلا لنهائي كأس العالم للأندية من خارج قارة آسيا وقارة أمريكا الجنوبية، حيث شارك السنغالي لامين نداي مع ناديه تي بي مازيمبي في نسخة 2010، وشارك التونسي فوزي البنزرتي مع ناديه الرجاء الرياضي في نسخة 2013، على التوالي.
| المدرب               | مرات التتويج | مرات الوصافة | سنوات التتويج    | سنوات الوصافة |
| -------------------- | ------------ | ------------ | ---------------- | ------------- |
| بيب غوارديولا        | 3            | 0            | 2009, 2011, 2013 | &—            |
| كارلو أنشيلوتي       | 2            | 0            | 2007, 2014       | &—            |
| زين الدين زيدان      | 2            | 0            | 2016, 2017       | &—            |
| رافاييل بينيتيز      | 1            | 2            | 2010             | 2005, 2012    |
| أوزفالدو دي أوليفيرا | 1            | 0            | 2000             | &—            |
| باولو أتوري          | 1            | 0            | 2005             | &—            |
| أبل براغا            | 1            | 0            | 2006             | &—            |
| أليكس فيرغسون        | 1            | 0            | 2008             | &—            |
| تيتي                 | 1            | 0            | 2012             | &—            |
| لويس إنريكي          | 1            | 0            | 2015             | &—            |
| سانتياغو سولاري      | 1            | 0            | 2018             | &—            |
| يورغن كلوب           | 1            | 0            | 2019             | &—            |
| إدغاردو باوزا        | 0            | 2            | &—               | 2008, 2014    |
| أنتونيو لوبيس        | 0            | 1            | &—               | 2000          |
| فرانك ريكارد         | 0            | 1            | &—               | 2006          |
| ميغيل أنخيل روسو     | 0            | 1            | &—               | 2007          |
| أليخاندرو سابيلا     | 0            | 1            | &—               | 2009          |
| لامين نداي           | 0            | 1            | &—               | 2010          |
| موريسي راماليو       | 0            | 1            | &—               | 2011          |
| فوزي البنزرتي        | 0            | 1            | &—               | 2013          |
| مارسيلو غالاردو      | 0            | 1            | &—               | 2015          |
| ماساتادا إيشي        | 0            | 1            | &—               | 2016          |
| ريناتو غاوتشو        | 0            | 1            | &—               | 2017          |
| زوران ماميتش         | 0            | 1            | &—               | 2018          |
| جورجي جيسوس          | 0            | 1            | &—               | 2019          |

### حسب البلد
يٌعتبر المدربين الإسبان هم الأكثر فوزاً باللقب، حيث استطاعوا الفوز بلقب البطولة 5 مرات من أصل 7 مشاركات بالمجمل، يليهم المدربون البرازيليون الذين فازوا باللقب 4، ثم المدربين الطليان أصحاب البطولتين، وأخيراً المدربين الإسكتلنديين حيث فازوا بلقب وحيد بقيادة السير أليكس فيرغسون. فاز المدربون الطلبان باللقب في عامي 2007 و 2014, بينما فاز السير أليكس فيرغسون ممثلاً عن المدربين الإسكتلنديين مرة واحدة في 2008. يحمل المدربون الأرحنتينيون أسواً رقم في البطولة، فقد خسروا 5 نهائيات من أصل 6 نهائيات شاركوا فيها، منها 3 نهائيات متتالية أعوام 2007 و2008 و2009.
| البلد     | النهائي | الفوز | الوصافة |
| --------- | ------- | ----- | ------- |
| إسبانيا   | 7       | 5     | 2       |
| البرازيل  | 7       | 4     | 3       |
| إيطاليا   | 2       | 2     | 0       |
| فرنسا     | 2       | 2     | 0       |
| الأرجنتين | 5       | 1     | 6       |
| إسكتلندا  | 1       | 1     | 0       |
| ألمانيا   | 1       | 1     | 0       |
| اليابان   | 1       | 0     | 1       |
| هولندا    | 1       | 0     | 1       |
| السنغال   | 1       | 0     | 1       |
| تونس      | 1       | 0     | 1       |
| كرواتيا   | 1       | 0     | 1       |
| البرتغال  | 1       | 0     | 1       |

### حسب القارة
المدربون الأوروبيون هم الأكثر نجاحاً في هذه المسابقة، حيث بلغ مجموع الألقاب التي حصدوها سبعة ألقاب. أما نظرائهم من قارة أمريكا الجنوبية فقد حلوا بالمرتبة الثانية مع خمسة ألقاب، في حين خسر 3 مدربين مختلفين من قارة آسيا وقارة أفريقيا فرصة حصد اللقب، بعدما خسروا النهائي 3 مرات.
| القارة               | مرات الظهور | التتويج | الوصافة |
| -------------------- | ----------- | ------- | ------- |
| قارة أوروبا          | 24          | 20      | 4       |
| قارة أمريكا الجنوبية | 13          | 5       | 8       |
| قارة أفريقيا         | 2           | 0       | 2       |
| قارة آسيا            | 1           | 0       | 1       |